# ATC-kod B06: Övriga hematologiska medel
ATC-kod B06: Övriga hematologiska medel är en del av klassificeringssystemet ATC (Anatomical Therapeutic Chemical Classification System) för läkemedel och vissa andra medicinska produkter. ATC utvecklas av WHO och består av alfanumeriska koder indelade i grupper utifrån anatomi, medicinsk funktion och läkemedelstyp på 5 olika kodnivåer. Denna sida utgör innehållet i en specifik grupp på nivå 2.

## B06A Övriga hematologiska medel

### B06AA Enzymer
B06AA02 Fibrinolysin och deoxiribonukleas
B06AA03 Hyaluronidas
B06AA04 Kymotrypsin
B06AA07 Trypsin
B06AA10 Deoxiribonukleas
B06AA11 Bromelain
B06AA55 Streptokinas, kombinationer

### B06AB Övriga hematologiska produkter
B06AB01 Hematin

### Engelska
- WHO Collaborating Centre for Drug Statistics Methodology - ATC Index
- WHO Collaborating Centre for Drug Statistics Methodology - ATCvet Index

### Svenska
- SIL online
- FASS.se - ATC
- FASS.se - Veterinär-ATC
- Sök läkemedelsfakta - Läkemedelsverket
- Socialstyrelsen : Klassifikationer
- Nationellt produktregister för läkemedel - NPL